# ガズラー
『ガズラー』(Guzzler) はテーカンが1983年4月に発売した業務用ビデオゲーム。消防士のガズラーを操作して、ステージ上の火種を消すことが目的のアクションゲームである。
家庭用版は同年にオセロマルチビジョン用（SG-1000シリーズと互換）が発売。2021年にアーケードアーカイブスの1作品としてNintendo Switch版とPlayStation 4版が配信された。
ガズラーとは「大酒飲み」という意味で、インストカードにも酒瓶が描かれている。

## ゲーム内容
プレイヤーはガズラーを操作し、ステージ上の火ダネを体に溜まった水を吐き出しながら全て消すとクリアとなる。ステージ上の敵に触れる、もしくはタイムオーバーで残機が減る。
敵は吐き出す水を当てて倒し得点が貰える。水は満タン状態でショット3回分溜り、吐き出すほど体内から減っていきショット距離も短くなる。体から減った水はステージ上に配置された水溜りを通るか一定距離を歩くことで回復する。
全ての水溜りが無くなっても間欠泉が湧くのでそれで水を溜められる。
ステージ開始時に画面下に設定された5000～30000ポイントが時間経過とともに徐々に減っていき、0になるとタイムオーバーとなる。
大きな水溜りを二箇所通るとカクテルグラスや酒瓶に入ったお酒が出現し、それを取ると体が真っ赤になり敵の動き鈍くなり得点が狙える。
画面下の「GUZZLER」の文字列にカーソルが合うタイミングで敵を倒し、全て文字を埋めると得点が2倍になる。
全32面ではあるが17面以降は2～16面のランダムになる。

## 家庭用版
| No. | タイトル | 発売日        | 対応機種                     | 開発元           | 発売元           | メディア                              | 備考               |
| --- | -------- | ------------- | ---------------------------- | ---------------- | ---------------- | ------------------------------------- | ------------------ |
| 1   | ガズラー | 1983年末      | オセロマルチビジョン SG-1000 | ツクダオリジナル | ツクダオリジナル | ゲームカートリッジ                    |                    |
| 2   | ガズラー | 2021年5月13日 | Nintendo Switch              | ハムスター       | ハムスター       | ダウンロード (アーケードアーカイブス) | アーケード版の移植 |
| 3   | ガズラー | 2021年5月14日 | PlayStation 4                | ハムスター       | ハムスター       | ダウンロード (アーケードアーカイブス) | アーケード版の移植 |

オセロマルチビジョン版
オセロマルチビジョン用にツクダオリジナルが開発、発売した。SG-1000との互換での動作も可能。
基本システムは同じだが、ステージ構成が違う、BGMがない、「GUZZLER」の文字ボーナスがないなどアーケード版との違いがある。